# Файф
Файф (англ. і шотл. Fife, шотл. гел. Fìobha) — область у складі Шотландії. Розташована на сході країни. Адміністративний центр — Гленротс, третє за чисельністю населення місто Файфу, знаходиться в центральній частині області.

## Географія
Велику частину території області займають рівнини; на заході знаходяться Ломонд і Очіл-Гіллс. Найвища вершина — Вест-Ломонд (522 метра). Головні річки — Іден і Левен. Іден перетинає Файф у північно-східному напрямку і впадає в море біля міста Сент-Ендрюс. На північному заході ґрунти кам'янисті, на північному сході — суглинні. У долині Іден є найродючіші землі. Родовища вугілля знаходяться в південних і західних районах; є родовища вапняку і пісковику. Клімат відносно сухий, особливо у весняний період; середньорічна норма опадів — 625-900 мм. На узбережжі бувають прохолодні тумани.

## Памя'тки

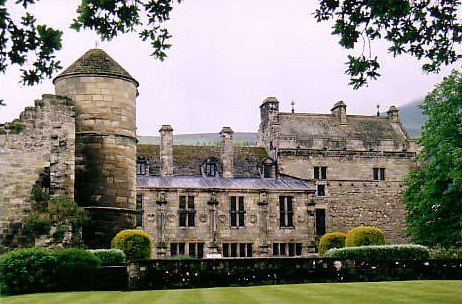
Фолклендський палац.

У місті Фолкленд знаходиться мисливський палац у французькому (проторенесансному) стилі, споруджений у 1501-1542 роках шотландськими королями Яковом IV і Яковом V.

## Найбільші міста
Міста з населенням понад 10 тисяч осіб:
| № | Місто       | Населення, осіб (2006) |
| - | ----------- | ---------------------- |
| 1 | Керколді    | 48 090                 |
| 2 | Данфермлін  | 44 950                 |
| 3 | Гленротс    | 38 800                 |
| 4 | Сент-Ендрюс | 16 640                 |
| 5 | Бакгейвен   | 16 240                 |
| 6 | Росайт      | 12 900                 |
| 7 | Ковденбіт   | 11 680                 |
| 8 | Далгеті-Бей | 10 100                 |